# Ženski odbojkaški klub Ub
Lo Ženski odbojkaški klub Ub è una società pallavolistica femminile serba con sede a Ub: milita nel campionato di Superliga.

## Storia
Lo Ženski odbojkaški klub Ub viene fondato nel 2005: esordisce in Superliga nella stagione 2018-19. Nella stagione successiva conquista il suo primo trofeo, ossia la Coppa di Serbia.
Nell'annata 2020-21 partecipa per la prima volta a una competizione europea, ossia la Coppa CEV, venendo eliminata ai quarti di finale dal Pro Victoria, mentre in campo nazionale si aggiudica la Supercoppa serba e il campionato.
Torna al successo in Coppa di Serbia nella stagione 2022-23.

## Rosa 2022-2023
| N° | Nome                  | Ruolo | Data di nascita  | Nazionalità sportiva |
| -- | --------------------- | ----- | ---------------- | -------------------- |
| 1  | Slađana Erić          | C     | 29 luglio 1983   | Serbia               |
| 2  | Matea Petrović        | C     | 28 aprile 2002   | Serbia               |
| 3  | Aleksandra Cvetićanin | S     | 5 aprile 1993    | Serbia               |
| 5  | Aleksandra Gligorić   | C     | 10 marzo 1995    | Serbia               |
| 6  | Anđelka Novosel       | S     | 7 ottobre 2002   | Serbia               |
| 7  | Jelena Vujković       | L     | 27 agosto 2000   | Serbia               |
| 8  | Nikolina Lukić        | S     | 18 agosto 1994   | Serbia               |
| 9  | Rada Perović          | P     | 13 aprile 2001   | Serbia               |
| 10 | Lucija Rogić          | S     | 17 febbraio 2008 | Serbia               |
| 11 | Katarina Lukić        | P     | 12 aprile 1998   | Serbia               |
| 12 | Simona Petranović     | S     | 11 novembre 2003 | Montenegro           |
| 13 | Aleksandra Tadić      | L     | 24 dicembre 1997 | Serbia               |
| 16 | Bojana Marković       | S     | 20 giugno 1990   | Serbia               |
| 17 | Anet Alfonso          | O     | 26 giugno 1996   | Cuba                 |
| 18 | Aleksandra Đorđević   | C     | 15 gennaio 2003  | Serbia               |

## Palmarès
- Campionato serbo: 1

2020-21
- Coppa di Serbia: 2

2019-20, 2022-23
- Supercoppa serba: 1

2020